# Сьоен
Сьо́ен (яп. 荘園 / 庄園, しょうえん або Ма́нор (англ. manor) — феодальний маєток, «угіддя») — приватне провінційне землеволодіння придворних аристократів, буддистських монастирів і синтоїстських святилищ у Японії 8 — 16 століття. Часто перекладається як «маєток», «угіддя», «манор» тощо.

## Короткі відомості
Початок формування сьоенів датується 743 роком, коли Імператорський уряд видав «Закон про довічну приватизацію цілини» і дозволив існування в країні приватного землеволодіння, забороненого до тих пір указами про одержавлення землі. «Закон» сприяв розвитку державної економіки, але й надавав можливість придворній знаті та великим релігійним установам отримати джерело прибутку, що не залежало на пряму від держави. Сьоени утворені підняттям цілини отримали назву «самоосвоєних» (自墾地系荘園, дзікон тікей сьоен)
У 10 столітті частина придворних аристократів, особливо члени роду Фудзівара, а також великі монастирі, такі як Тодайдзі, Кофукудзі і Енрякудзі, володіли багатьма сьоенами у різних регіонах країни. Їхнє землеволодіння росло за рахунок дарування землі селян, які уникаючи державного податкового тиску, кидали державні наділи, піднімали цілину, що за «Законом» автоматично перетворювалась на приватну власність, і підносили її великим землевласникам. В обмін за це аристократи та монастирі призначали заможних селян управителями своїх сьоенів, а звичайних общинників обкладали незначним податком, який у декілька разів був нижче податку з державних наділів.
У 11 столітті за зразком селян стали поступати провінціали кокусі, голови провінцій, яких призначав центральний уряд. Вони теж освоювали цілинні землі з метою збагачення, але мусили повертати їх державі. Щоб уникнути цього, провінціали дарували свою земельну власність впливовим столичним аристократам, які визнавали за ними право бути управителями освоєних земель. Держава ж не мала ні права конфіскації, а ні права втручання у справи управління таких маєтків. Ці сьоени отримали назву «дарчих» (寄進地系荘園, кісін тікей сьоен).
У 12 столітті ріст великого приватного земловолодіння спричинив занепад політичної ваги Імператора, якого утискали аристократи і буддистські монастирі. Криза центральної влади сприяла посиленню регіональної знаті і появі самураї. Наприкінці 12 століття останні спромоглися створити свій власний уряд, Камакурський сьоґунат, який порушив право недоторканності приватної власності і призначив своїх наглядачів дзіто здійснювати контроль за справами сьоенів.
Постійне втручання самураїв у справи приватних маєтків, а також розвиток торгівлі і міст були причинами поступового занепаду сьоенів. Особливого удару по ним завдали Смута Онін 1467–1477 років і «епоха воюючих країн», коли більшість провінційних земель аристократів, монстрів і святилищ столиці були захоплені провінційними володарями, які контролювали владу на місцях.
Кінець приватному землеволодінню у формі сьоенів поклав земельний кадастр 1580 — 1590-х років, проведений силами об'єднувача Японії Тойотомі Хідейосі. Земля була передана у власність тих, хто її обробляє.